# Попелюшка (фільм, 1985)
«Попелюшка» (рос. Золушка) — радянський художній телефільм (фільм-балет) 1985 року Костянтина Сергєєва і режисера Віктора Окунцова за однойменним балетом «Попелюшка», поставленому в Кіровському театрі у 1946 році. Екранізований був варіант редакції балету 1964 року. Цей фільм є саме телебалетом, а не екранізацією балету, тому що був зроблений за режисерським сценарієм, як фільм.

## Сюжет
В сюжеті телефільму добра і зворушлива історія про Попелюшку за казкою Шарля Перро.

## У ролях
- Габріела Комлєва — Попелюшка
- Марат Даукаєв — Принц
- Маргарита Куллик — Кривляка
- Любов Галинська — Злюка
- Анеліна Каширіна — епізод
- Валентин Оношко — епізод

## Знімальна група
- Автор сценарію:  Віктор Окунцов
- Режисери-постановники:  Костянтин Сергєєв і  Віктор Окунцов
- Хореограф:  Костянтин Сергєєв
- Художник: Лариса Луконіна
- Оператор: В'ячеслав Булаєнко
- Композитор: Сергій Прокоф'єв